# Boy Gobert
Boy Gobert (Hamburgo, 5 de junio de 1925-† Viena, 30 de mayo de 1986) fue un actor y director de teatro alemán.
Debutó en 1947 con el papel de Oswald en Espectros, de Ibsen. Tras trabajar en diversos teatros alemanes, en 1960 se incorporó al Burgtheater en Viena.
Entre sus mejores papeles, cabe destacar el de Malvolio en Noche de Reyes (1960) de Shakespeare; Sosias en Anfitrión, de Kleist; y sobre todo el papel protagonista de Der Snob, de Sternheim, estrenada en Berlín en 1964 bajo la dirección de Rudolf Noelte.